# Distretto di Shimoina
Il distretto di Shimoina (下伊那郡, Shimoina-gun?) è uno dei distretti della prefettura di Nagano, in Giappone.
Attualmente fanno parte del distretto i comuni di Achi, Anan, Hiraya, Matsukawa, Neba, Ōshika, Shimojō, Takagi, Takamori, Tenryū, Toyooka, Urugi e Yasuoka.
| Controllo di autorità | VIAF (EN) 254173089 · NDL (EN, JA) 00630917 |